# José Luis Moya
José Luis Moya (Valledupar, Cesar, Colombia; 3 de febrero de 1984) es un exfutbolista colombiano. Jugaba como defensa y se retiró en el Fortaleza de Colombia.

## Clubes
| Club                | País      | Temporadas  |
| ------------------- | --------- | ----------- |
| Deportivo Cali      | Colombia  | 2002        |
| Boyacá Chicó        | Colombia  | 2005        |
| Talleres de Córdoba | Argentina | 2006        |
| Belgrano de Córdoba | Argentina | 2007        |
| Academia            | Colombia  | 2008        |
| Bogotá F. C.        | Colombia  | 2009        |
| Deportes Palmira    | Colombia  | 2009        |
| Millonarios         | Colombia  | 2010        |
| Fortaleza           | Colombia  | 2012 - 2017 |